# KCNK5
KCNK5 (англ. Potassium two pore domain channel subfamily K member 5) – білок, який кодується однойменним геном, розташованим у людей на короткому плечі 6-ї хромосоми. Довжина поліпептидного ланцюга білка становить 499 амінокислот, а молекулярна маса — 55 130.
| 10         |  | 20         |  | 30         |  | 40         |  | 50         |
| ---------- |  | ---------- |  | ---------- |  | ---------- |  | ---------- |
| MVDRGPLLTS |  | AIIFYLAIGA |  | AIFEVLEEPH |  | WKEAKKNYYT |  | QKLHLLKEFP |
| CLGQEGLDKI |  | LEVVSDAAGQ |  | GVAITGNQTF |  | NNWNWPNAMI |  | FAATVITTIG |
| YGNVAPKTPA |  | GRLFCVFYGL |  | FGVPLCLTWI |  | SALGKFFGGR |  | AKRLGQFLTK |
| RGVSLRKAQI |  | TCTVIFIVWG |  | VLVHLVIPPF |  | VFMVTEGWNY |  | IEGLYYSFIT |
| ISTIGFGDFV |  | AGVNPSANYH |  | ALYRYFVELW |  | IYLGLAWLSL |  | FVNWKVSMFV |
| EVHKAIKKRR |  | RRRKESFESS |  | PHSRKALQVK |  | GSTASKDVNI |  | FSFLSKKEET |
| YNDLIKQIGK |  | KAMKTSGGGE |  | TGPGPGLGPQ |  | GGGLPALPPS |  | LVPLVVYSKN |
| RVPTLEEVSQ |  | TLRSKGHVSR |  | SPDEEAVARA |  | PEDSSPAPEV |  | FMNQLDRISE |
| ECEPWDAQDY |  | HPLIFQDASI |  | TFVNTEAGLS |  | DEETSKSSLE |  | DNLAGEESPQ |
| QGAEAKAPLN |  | MGEFPSSSES |  | TFTSTESELS |  | VPYEQLMNEY |  | NKANSPKGT  |

A: Аланін

C: Цистеїн

D: Аспарагінова кислота

E: Глутамінова кислота

F: Фенілаланін

G: Гліцин

H: Гістидин

I: Ізолейцин

K: Лізин

L: Лейцин

M: Метіонін

N: Аспарагін

P: Пролін

Q: Глутамін

R: Аргінін

S: Серин

T: Треонін

V: Валін

W: Триптофан

Кодований геном білок за функціями належить до іонних каналів, потенціалзалежних каналів, фосфопротеїнів. 
Задіяний у таких біологічних процесах, як транспорт іонів, транспорт, транспорт калію. 
Білок має сайт для зв'язування з калію. 
Локалізований у мембрані.